# Casa Blythe

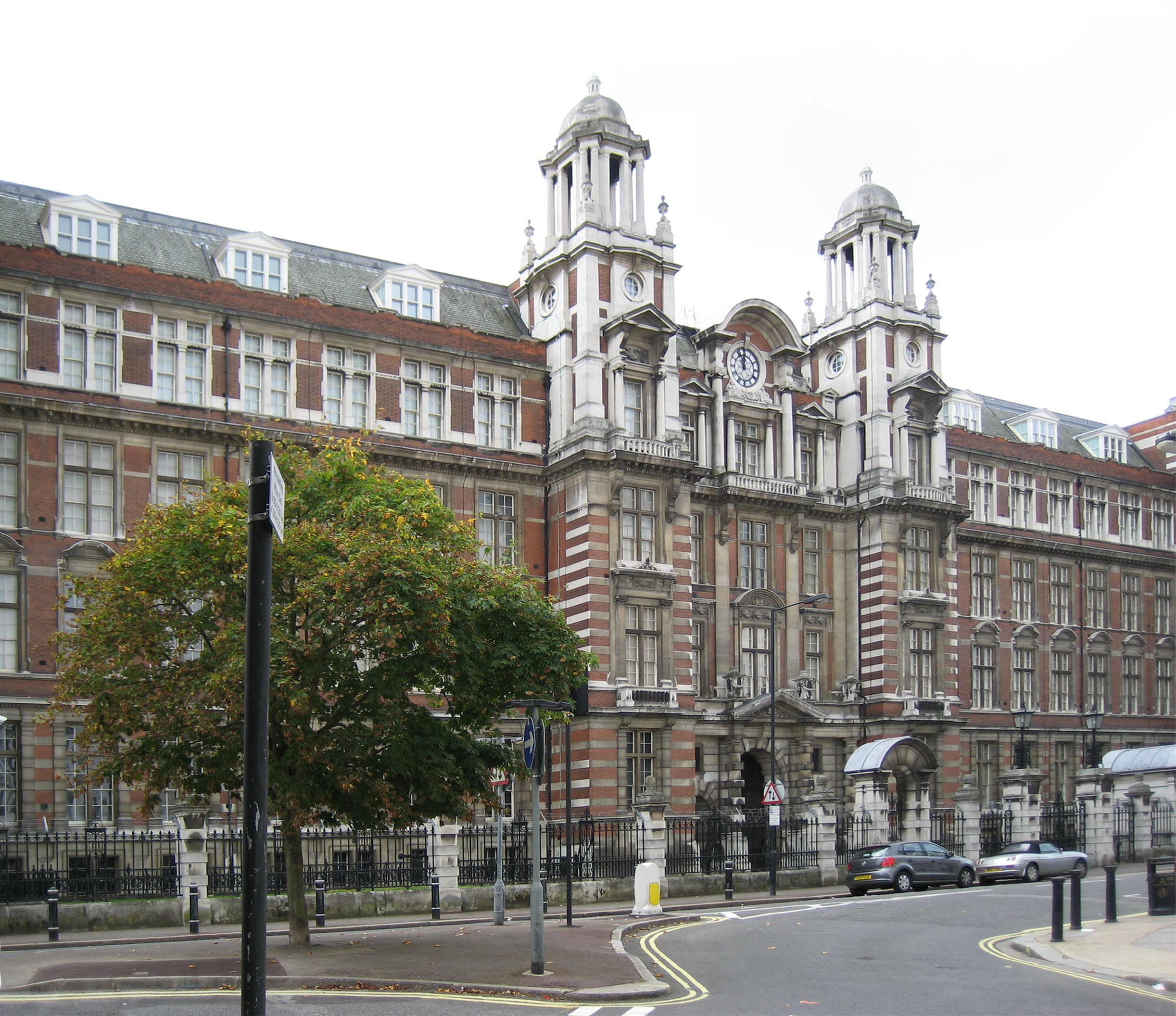
El bloque principal (norte) de Blythe House, visto desde Hazlitt Road

Blythe House es un edificio protegido ubicado en el número 23 de Blythe Road, West Kensington, distrito londinense de Hammersmith y Fulham, Reino Unido. Originalmente construido como sede de la Caja de Ahorros de Correos, posteriormente se utilizó como almacén y archivo de los Museos Victoria y Alberto, de Ciencias y Británico. En la Declaración de Otoño de 2015, el Gobierno anunció que financiaría nuevos almacenes para los museos y posteriormente vendería Blythe House.

## Caja de Ahorros de Correos
Blythe House se construyó entre 1899 y 1903 como sede del Banco de Ahorros de Correos, cuyas oficinas anteriores en Queen Victoria Street se habían quedado pequeñas. Para 1902, el banco contaba con 12.000 sucursales y más de 9 millones de cuentas, con unos 4.000 empleados en la sede.
El complejo incluía una oficina de correos, «destinada principalmente a gestionar la extensa correspondencia oficial que implicaba el trabajo de la Caja de Ahorros».  La oficina de correos gestionaba una tonelada de correo (unas 100.000 cartas) cada día laborable.  El edificio de correos aún alberga la oficina de reparto de West Kensington.El salón principal de la planta baja daba acceso a las oficinas del Contralor y su personal, así como a la Oficina de Información Pública. La primera planta albergaba las oficinas de correspondencia, mientras que las oficinas de contabilidad se encontraban en las plantas superiores. La planta superior estaba ocupada principalmente por comedores y una cocina.
Aproximadamente 1.000 empleados eran mujeres; para evitar el riesgo de una mezcla indebida de sexos, las mujeres estaban segregadas en el bloque sur del edificio, que tenía su propia entrada. 
La actividad del Banco aumentó considerablemente durante la Primera Guerra Mundial, y para 1919, el personal adicional se distribuyó en seis puestos remotos (incluido el nuevo Museo de Ciencias). A partir de 1921 se construyó una ampliación hacia el este (tal como se preveía en los planos originales), que podría albergar a 1000 empleados adicionales, con un coste estimado de 150 000 libras esterlinas. En la década de 1930, los continuos aumentos en el negocio del Banco y la propuesta de trasladar el departamento de Certificados de Ahorro a Blythe House,  hicieron necesaria una mayor expansión y la autorización del Tesoro para una extensión hacia el oeste se otorgó en 1938.  Sin embargo, presumiblemente debido a la inminente amenaza de guerra, el plan se omitió del programa de construcción del Ministerio de Obras Públicas y la planificación se pospuso indefinidamente.  La extensión hacia el oeste nunca se construyó.

En 1963, el gobierno anunció que el centro de operaciones principal del Banco se trasladaría a Glasgow, en consonancia con su política general de dispersar los departamentos de la administración pública fuera de Londres. Un pequeño grupo de empleados de la sede permaneció en Londres, trasladándose a Charles House, en Kensington High Street.  El Banco finalmente abandonó Blythe House a principios de la década de 1970.

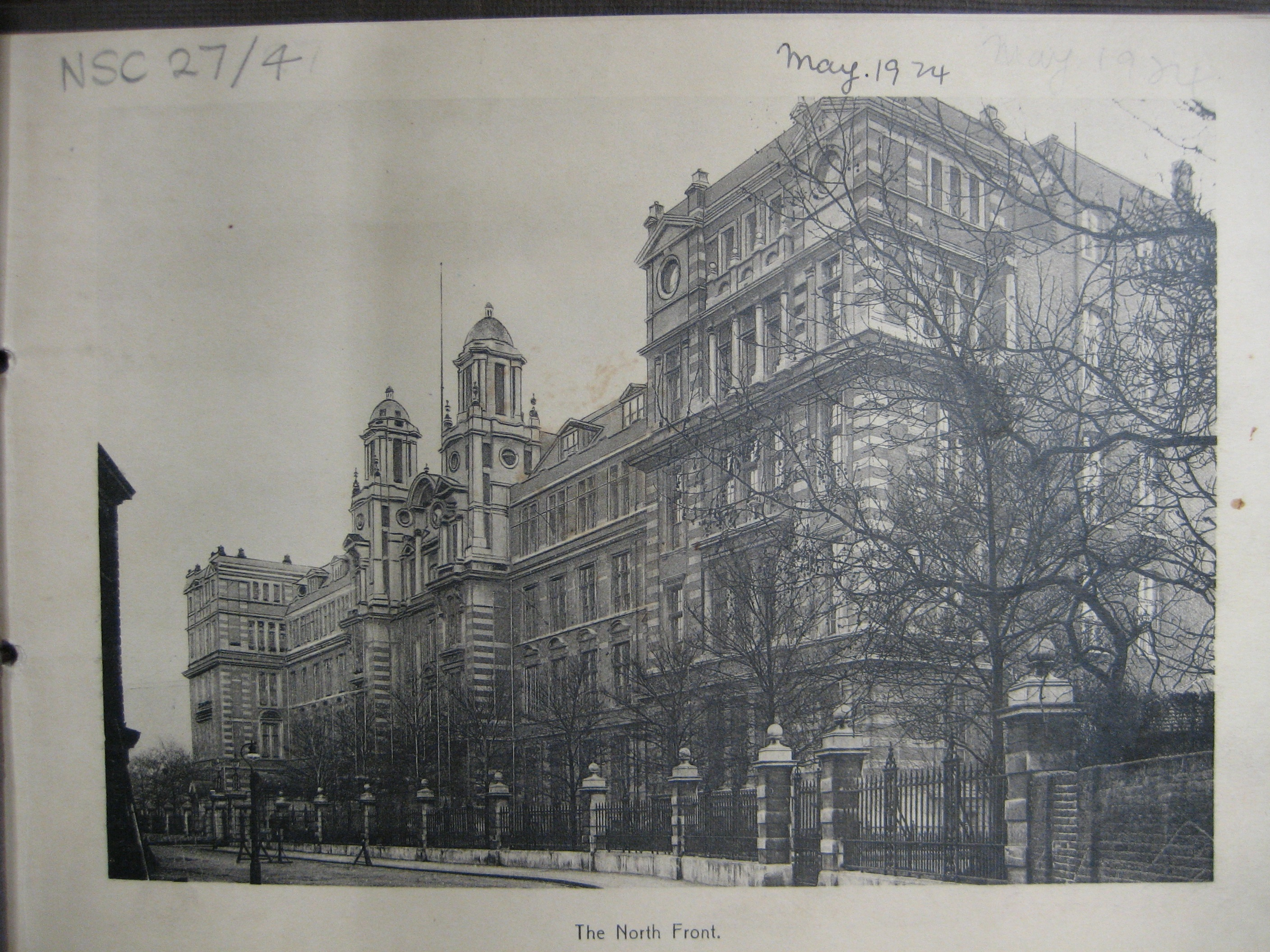
El bloque principal de Blythe House, hacia 1924
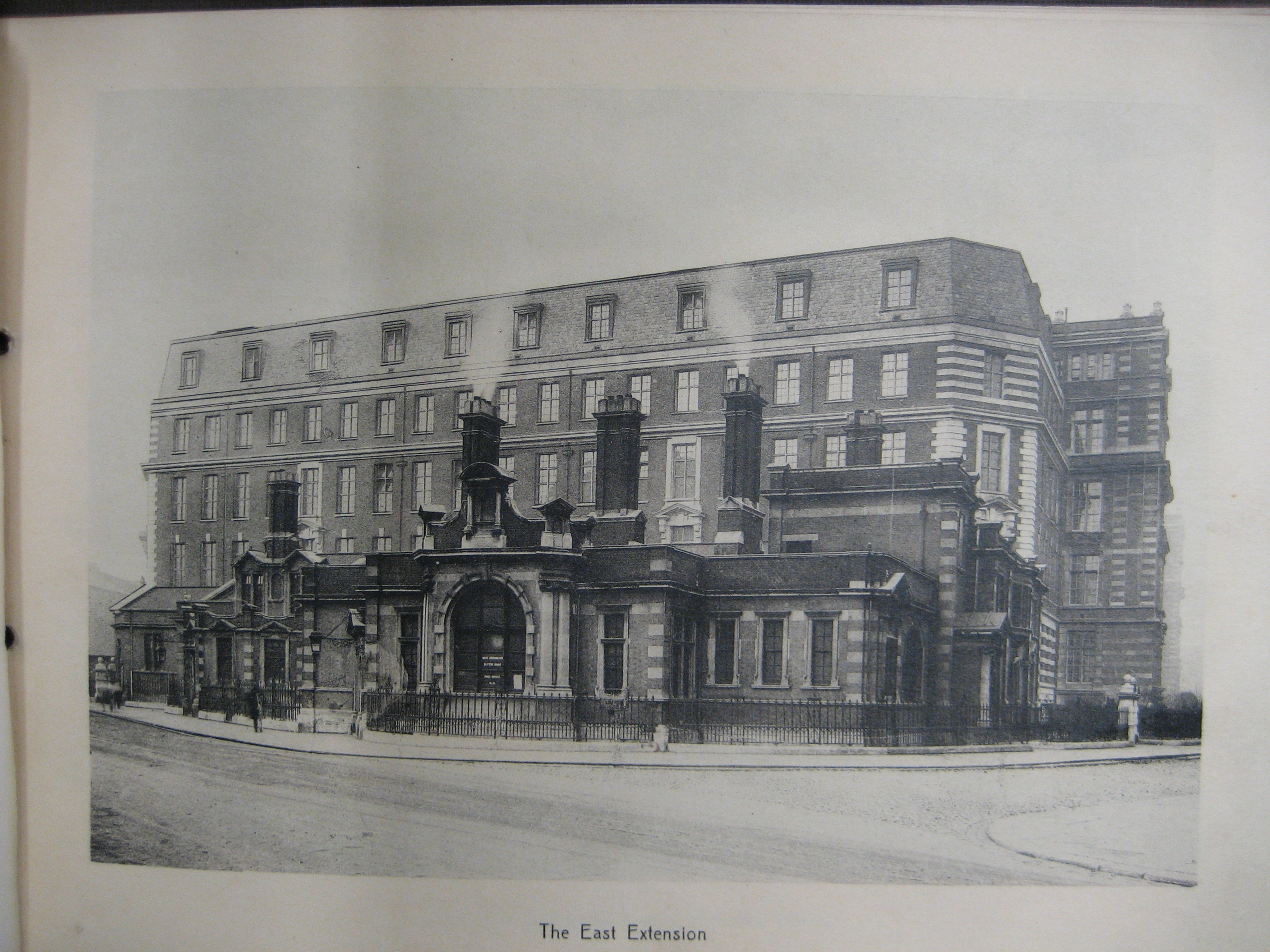
La extensión oriental de Blythe House, con la oficina de correos al frente.
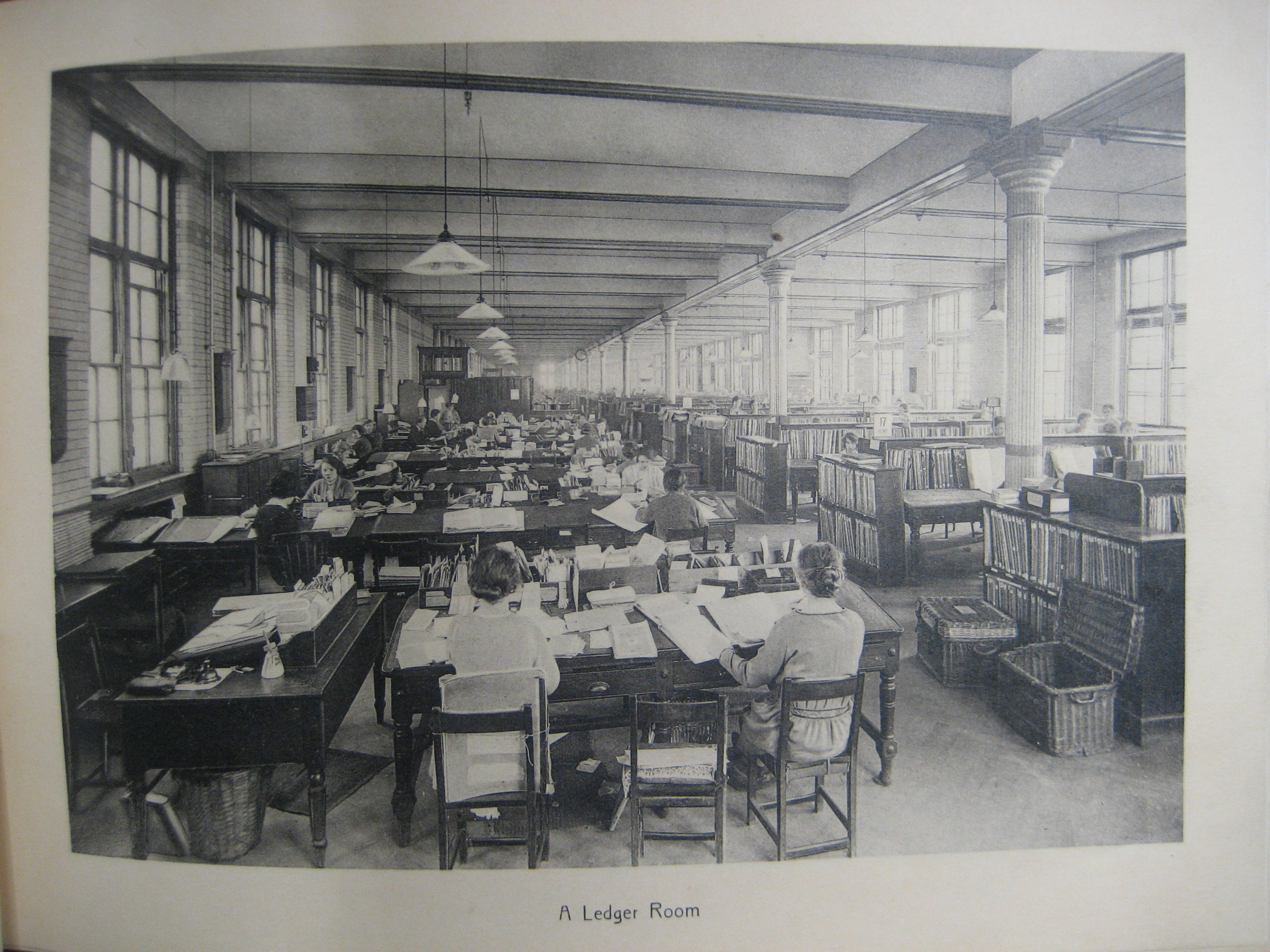
Empleadas femeninas atendiendo libros de ahorro
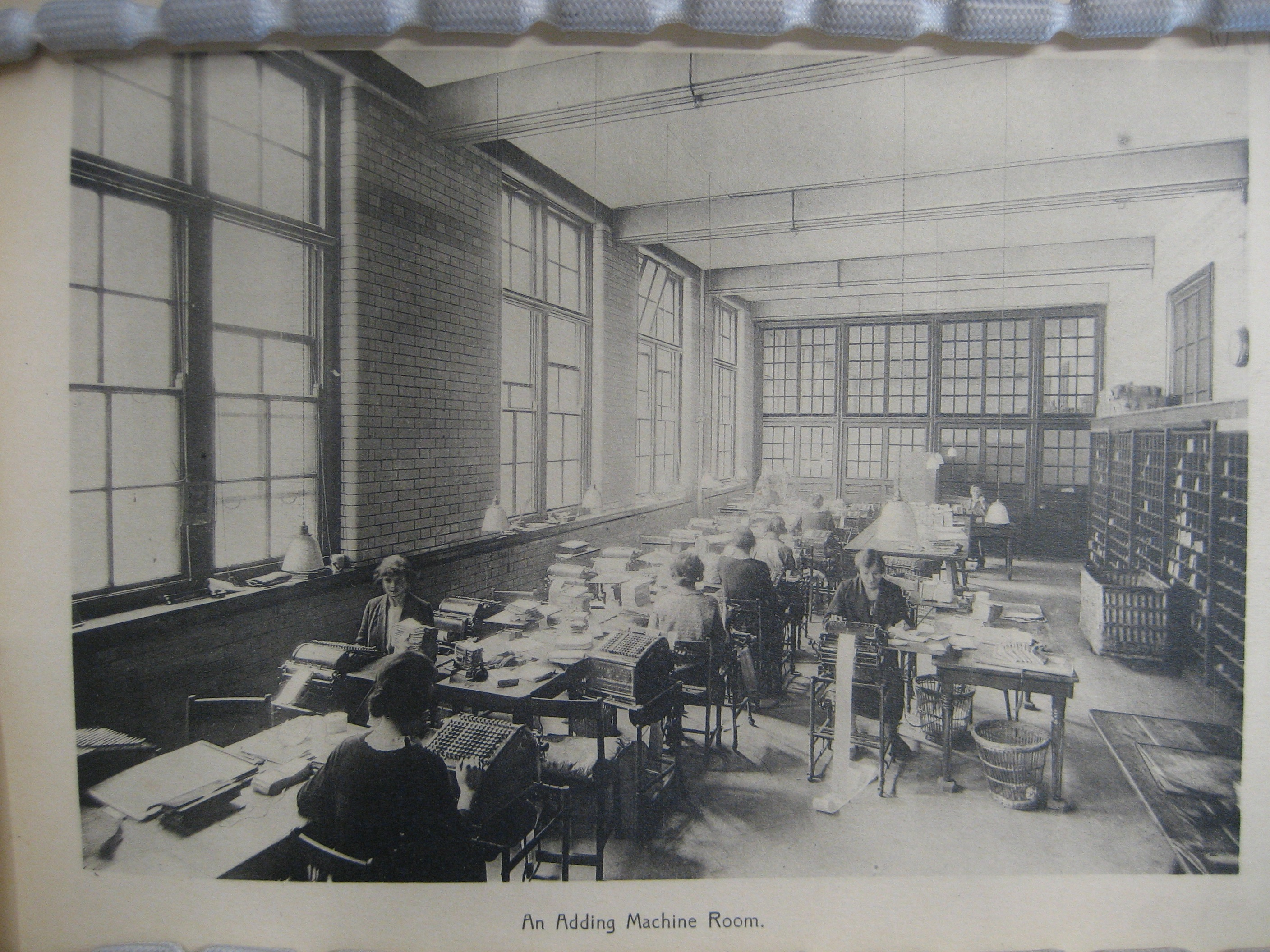
Empleados operando máquinas sumadoras c.1924
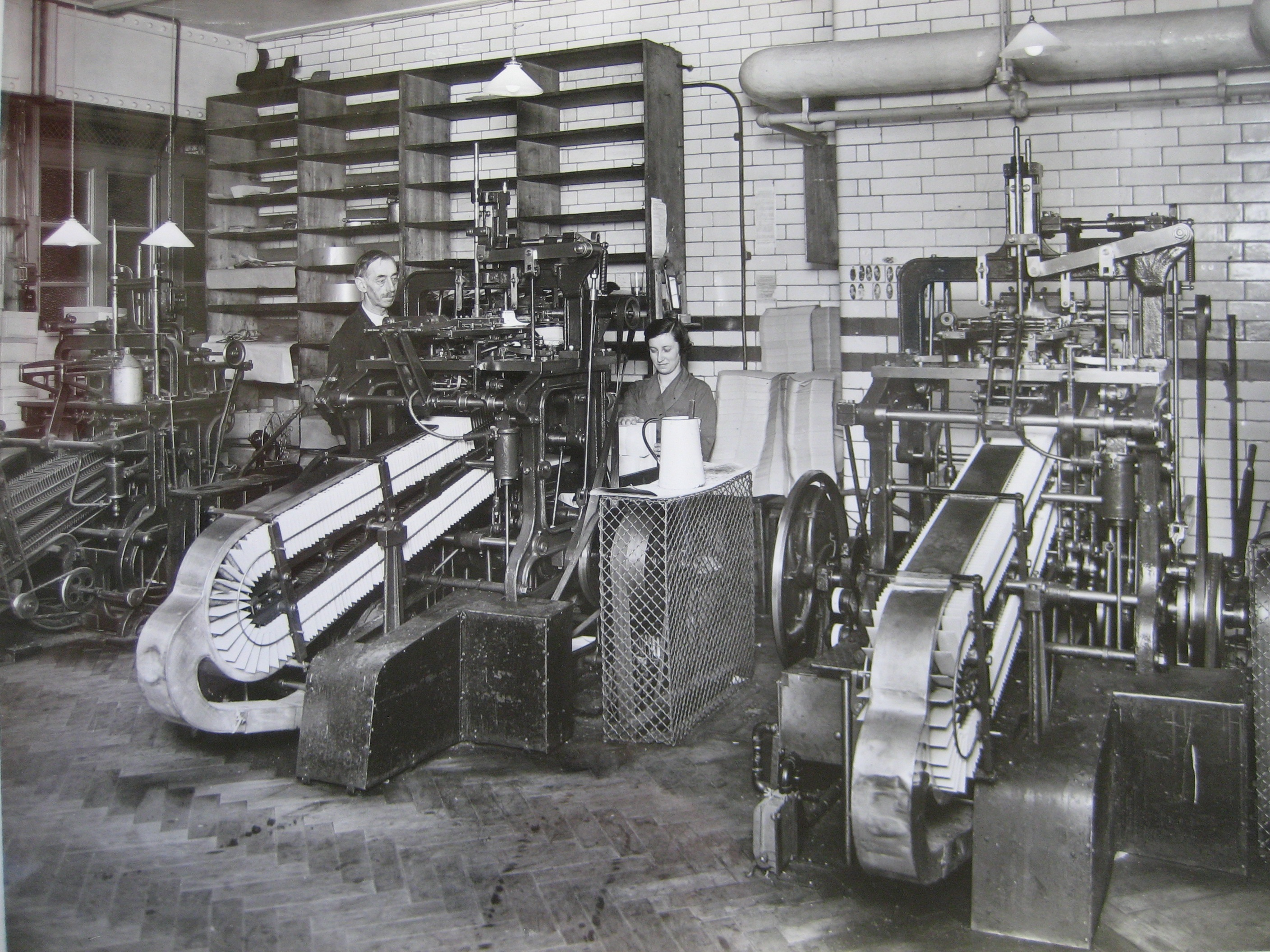
Máquinas utilizadas para doblar sobres para la extensa correspondencia de la Caja de Ahorros
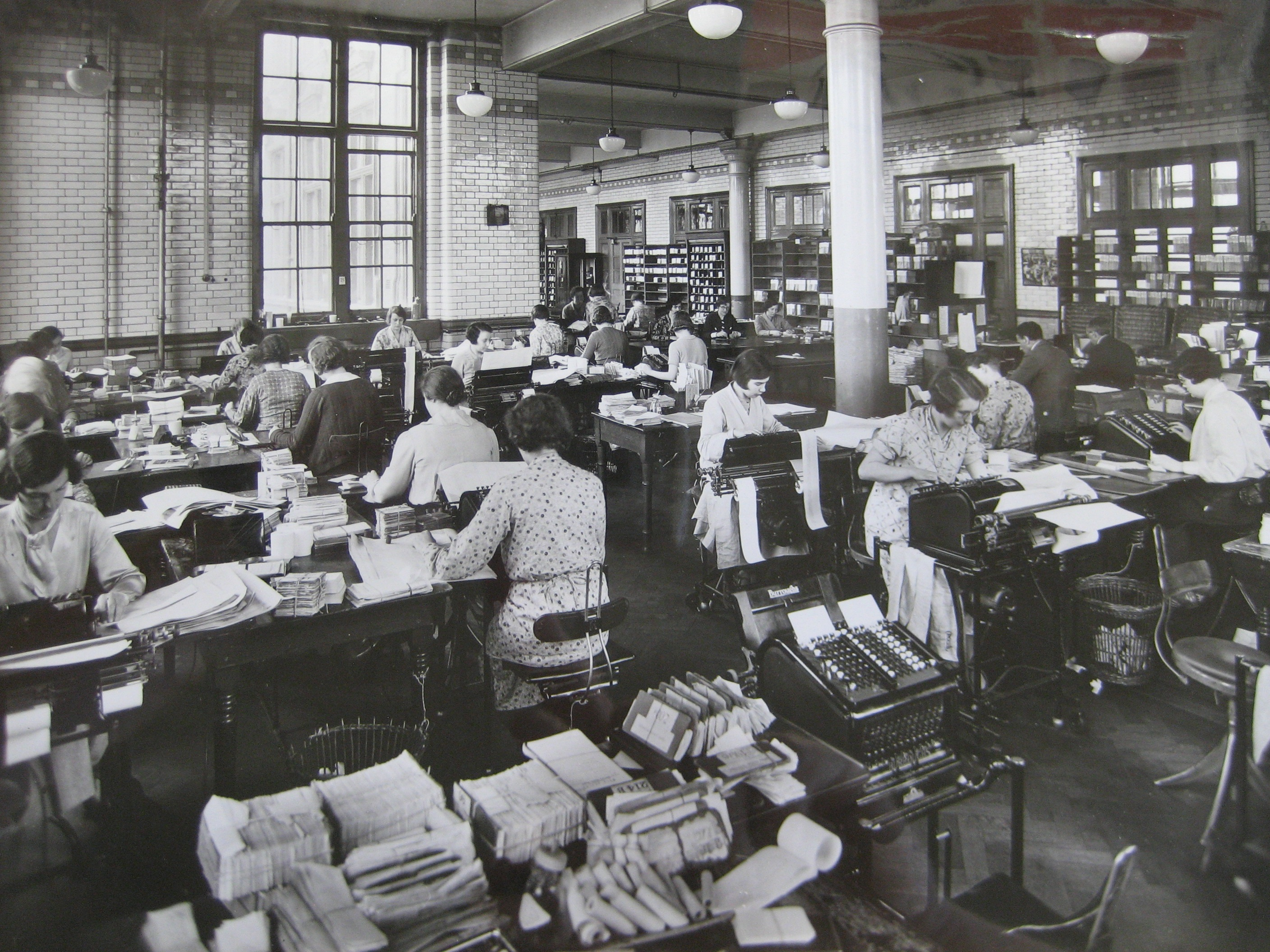
Empleados de la década de 1930 preparando balances diarios
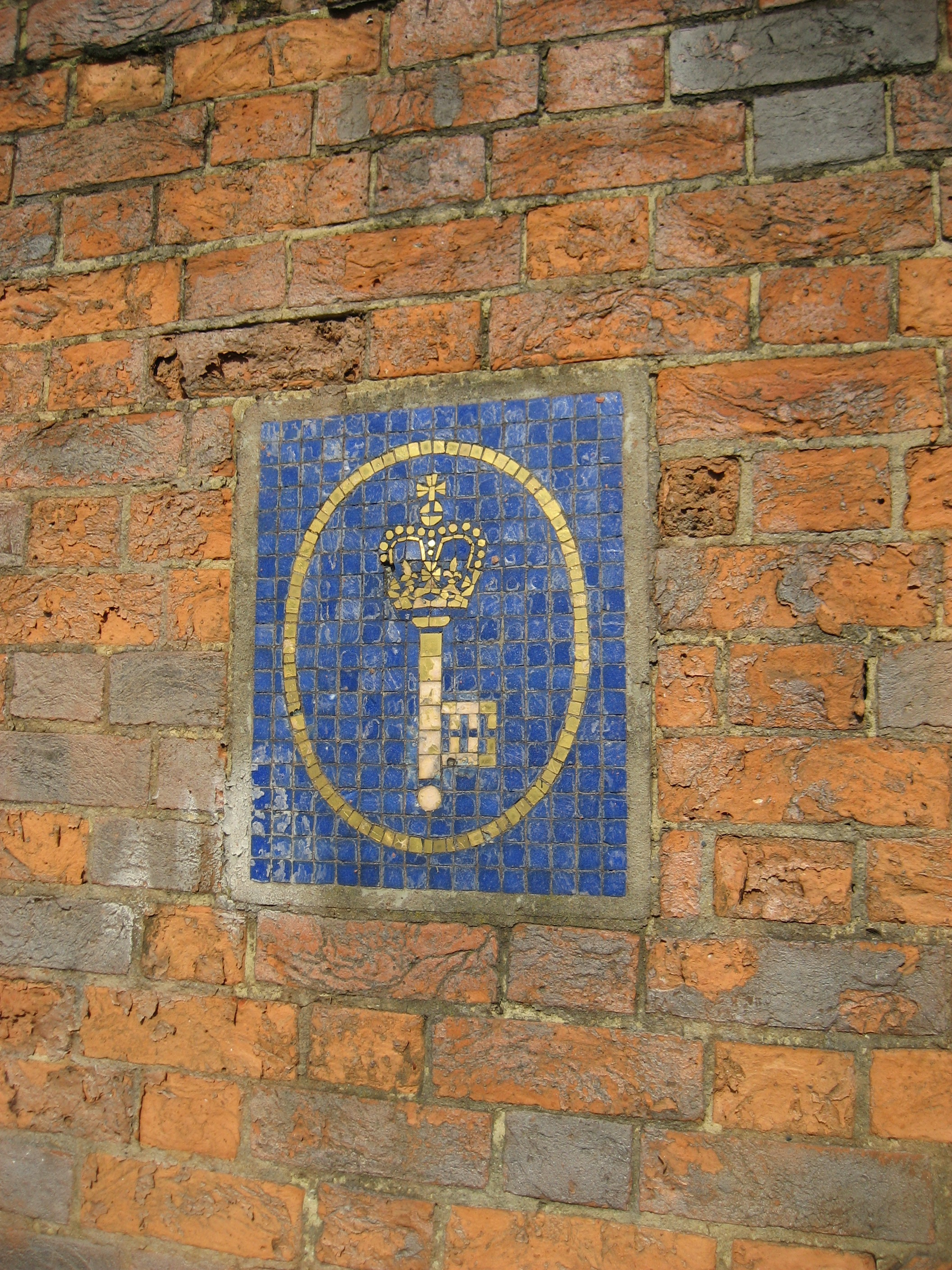
El logotipo de la Caja de Ahorros de Correos en mosaico en la pared este de Blythe House

## Usos propuestos y temporales
Tras el anuncio de la liquidación de la Caja de Ahorros, se presentaron varias propuestas para el terreno de Blythe House. El Consejo del Condado de Londres solicitó información sobre el uso del terreno para construir viviendas para las personas desplazadas por las reurbanizaciones en Hammersmith, North Kensington y Paddington , mientras que la Asociación de Empleados Públicos presionó para que el edificio permaneciera en uso público: «Es cierto que es un edificio antiguo, pero es sólido y mucho mejor que otras oficinas destinadas a funcionarios». 
Se rumoreaba que la cadena de restaurantes J. Lyons and Co., cuya fábrica de preparación de alimentos Cadby Hall estaba adyacente a Blythe House, quería adquirir el sitio. 
El Club de Ajedrez Hammersmith utilizó Blythe House como su sede durante un tiempo a mediados de los años 70, tras mudarse desde el frío y ventoso St Paul's Church Hall cercano.
En el verano de 1979, Blythe House se utilizó para la exposición temporal de regalos a la Reina de parte de la Asociación Cultural de Artesanía de Todo Japón, entregados con motivo de las celebraciones del Jubileo de Plata. 

## Tiendas de museos

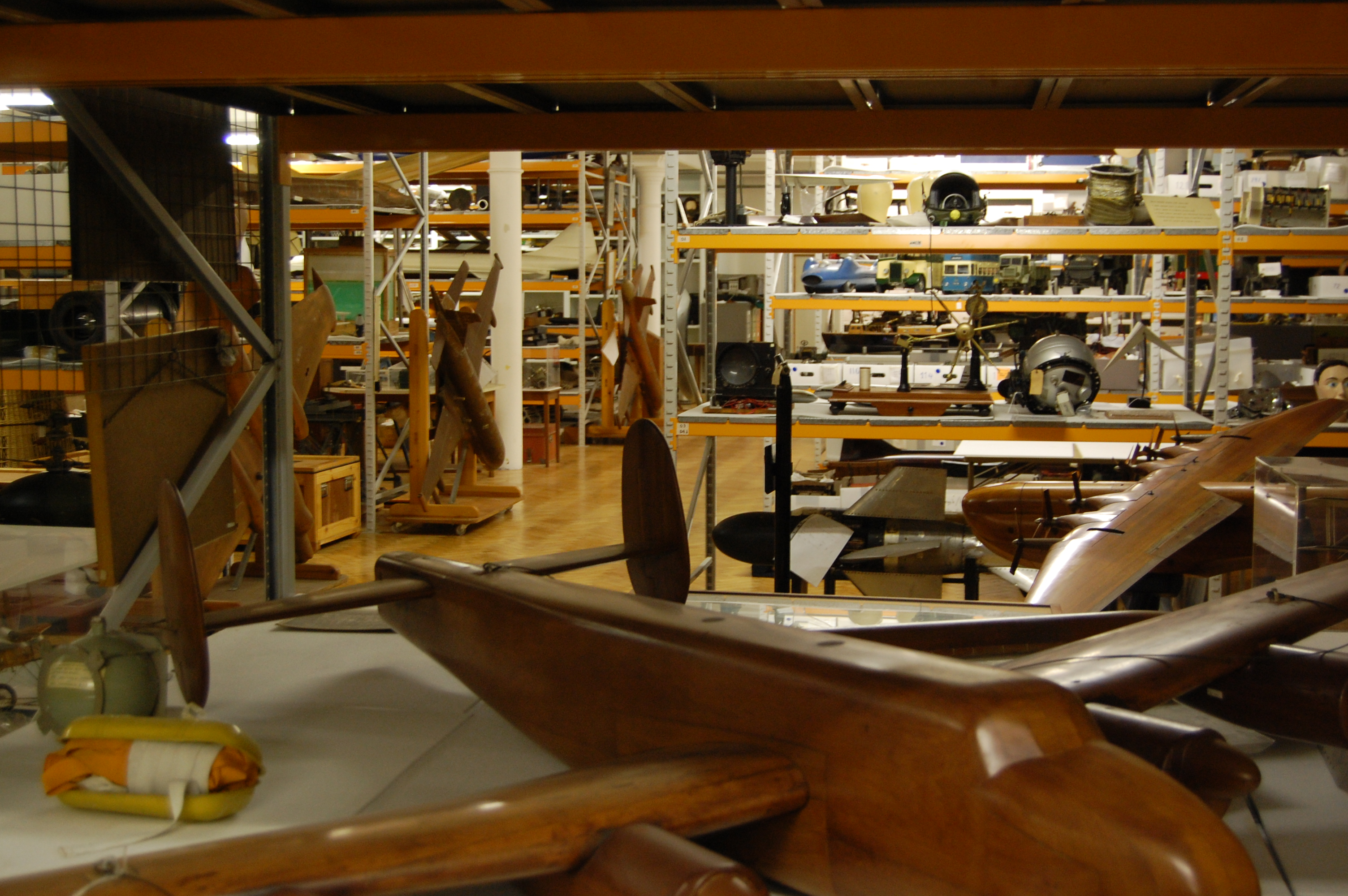
Estantes de almacenamiento en el ala del Museo de Ciencias de Blythe House, en 2013

En 1979, el Gobierno adquirió formalmente Blythe House a la Caja de Ahorros por 6,5 millones de libras  con la intención de que se utilizara como depósito para museos y galerías. Una carta dirigida a los directores de las galerías y museos nacionales despertó el interés inicial de la Biblioteca Británica y los Museos de Historia Natural, Británico, de Ciencias y de Victoria y Alberto. La Biblioteca Británica había expresado previamente su interés en ocupar todo el edificio para reemplazar su depósito existente en Woolwich; el director del V&A, Sir Roy Strong, también había presionado para que Blythe House se utilizara para la exhibición pública de varias de las colecciones de su museo: «Sin duda, Blythe Road, que es un edificio maravilloso, no debería ser solo un vertedero, sino un nuevo y emocionante complejo para el público». El edificio se utiliza a continuación para almacenar piezas pequeñas y medianas de las colecciones de tres museos:
- El Museo Británico desde almacenes anteriores en Crayford, Kent; Shepherdess Walk; y Edgware Road.[6]
- El Museo de Ciencias, que incluye artículos de las colecciones del Wellcome Trust; un laboratorio de conservación, un estudio fotográfico y un área de cuarentena donde se examinan los artículos recién llegados.[7]
- El Museo Victoria and Albert (desde los antiguos almacenes de Perivale; Leighton House ; Ruskin Avenue, Kew –el sitio actual de los Archivos Nacionales; y Hounslow), incluyendo el Archivo de Arte y Diseño; las Colecciones de Beatrix Potter; los Archivos de Teatro y Espectáculos del V&A; y el propio archivo institucional del V&A.[8]

En 2015, el gobierno anunció la venta del edificio y pidió a los museos que encontraran un nuevo hogar para sus colecciones.  El Museo de Ciencias desocupará el edificio en 2024 tras haber trasladado 300.000 objetos a Wroughton, cerca de Swindon.

## Arquitectura
Blythe House fue diseñada por la Oficina de Obras Públicas bajo la dirección de Sir Henry Tanner. Su estilo general es barroco eduardiano, con ladrillo rojo rosado y revestimiento de piedra de Portland. El edificio tiene cuatro plantas, con áticos y subsótanos, y comprende largos tramos norte y sur unidos por dos tramos transversales. Los planos originales preveían la adición de los tramos este y oeste, formando una planta rectangular; el tramo este se construyó entre 1921 y 1922, pero el oeste no.  Hasta aproximadamente 1925, el edificio contó con su propia central eléctrica, que suministraba electricidad a ascensores de pasajeros y mercancías, imprentas y más de 11.000 lámparas; la chimenea, situada al sur del edificio, tiene forma de campanario. Pevsner describió el edificio como una contribución a una «zona curiosamente desordenada… su vasta mole no está decorada de forma muy convincente con adornos renacentistas ».
Las paredes de los talleres principales estaban revestidas con ladrillos vidriados, en lugar del yeso habitual. Se decía que estos "ofrecían una buena superficie reflectante de la luz y también eran recomendables por razones sanitarias".  Esto pudo haber sido una justificación retrospectiva: el Contralor del Banco se opuso inicialmente a la innovación por ser fría y propensa a la condensación, y prefirió el enlucido. Sin embargo, los yeseros estaban en huelga en ese momento, y la finalización del edificio se habría retrasado seis meses si no se hubieran utilizado ladrillos vidriados. También le convenció ver ladrillos similares en las nuevas oficinas de Prudential Assurance Company. 
Blythe House y la oficina de correos asociada fueron catalogadas como grado II en 2004.  

## Ubicación de la película
La Casa Blythe se utilizó como locación para series de televisión a finales de los 70 y principios de los 80, incluyendo Minder y Los Nuevos Vengadores. El edificio aparece extensamente como la sede ficticia de "El Circo" en la película de 2011, El Tonto, el Sastre, el Espía. Se utilizó para tomas exteriores del drama de ITV, El Halcyon, y la serie de Netflix, La Corona .
Blythe House también se utilizó para representar un hospital en la película El Padre.

## Personas notables
- Michael Collins trabajó como empleado en Blythe House desde julio de 1906 hasta abril de 1910. [14] [15] [16]